# Campteria wallichiana
Campteria wallichiana là một loài dương xỉ trong họ Pteridaceae. Loài này được J. Agardh T. Moore mô tả khoa học đầu tiên năm 1861.